# Nikolái Nikolov
Nikolái Nikolov (Bulgaria, 15 de octubre de 1964) es un atleta búlgaro retirado especializado en la prueba de salto con pértiga, en la que consiguió ser subcampeón europeo en pista cubierta en 1988.

## Carrera deportiva
En el Campeonato Europeo de Atletismo en Pista Cubierta de 1988 ganó la medalla de plata en el salto con pértiga, con un salto por encima de 5.70 metros, tras el soviético Rodion Gataullin  y por delante del también búlgaro Atanas Tarev.